# Asemostera pallida
Asemostera pallida är en spindelart som först beskrevs av Alfred Frank Millidge 1991.  Asemostera pallida ingår i släktet Asemostera och familjen täckvävarspindlar.
Artens utbredningsområde är Peru. Inga underarter finns listade i Catalogue of Life.